# Randers Fjord
Der Randers Fjord ist eine 30 Kilometer lange dänische Förde, die von der Stadt Randers bis zum Kattegat führt.

## Geographie
Im inneren Teil mündet der Fluss Gudenå in die Förde. Nordöstlich befindet sich, von dem Ortsteil Allingåbro kommend, als ein zweiter Arm der Grund Fjord mit dem Zufluss aus dem kleineren Fluss Alling Å. In nördlicher Richtung führt die Förde vorbei an den Ortschaften Uggelhuse, Hollandsbjerg, Mellerup, Holbæk und Udbyhøj Vasehuse, die alle zur Randers Kommune gehören. Im Übergang zum Kattegat befindet sich der Yachthafen Udbyhøj Lystbådehavn.

## Ökologie
Da der Randers Fjord den Gezeiten unterliegt, mischen sich das von den Zuflüssen einströmende Süßwasser mit dem vom Meer hereindrückenden Salzwasser und lassen Brackwasser mit unterschiedlicher Salzkonzentration entstehen. Während der obere Teil des Fjords eher den Charakter eines breiten Flusses trägt, befinden sich im unteren Teil ausgedehnte Röhricht-Gebiete, während das Gewässer deutlich schmaler ist. 
Aus Gudenå, Dänemarks längsten Wasserlauf, strömen, insbesondere dann, wenn im Kattegat Niedrigwasser herrscht, erhebliche Mengen Süßwassers in die schmale Förde. Bei Hochwasser wird der Süßwasserstrom hingegen durch das von außen eindringende Salzwasser aufgehalten. Dadurch kommt es zu einem jeweils unterschiedlichem Aufkommen von Süß- und Salzwasserfischen. Das ganze Jahr über ziehen Meerforellen, die aus der Gudenå und ihren Zuflüssen oder aus der Allingå am Ende des Grund Fjords durch das Wassersystem der Förde. Das Wasser im Grund Fjord besteht hauptsächlich aus Süßwasser und ist mit organischem Material wie beispielsweise toten Algen beladen.
Weite Teile der Umgebung der Förde bilden den Naturentwicklungspark Randers Fjord, der dem Erhalt der geologischen und ökologischen Besonderheiten der Förde dienen und Besuchern mit Führungen und Informationen die eingebundenen Naturschutzgebiete zugänglich machen soll.  Der Naturpark Randers Fjord ist Teil des Gesamtprojektes Dänischer Naturparks.

## Fährverbindungen
Etwa in der Mitte der Förde verbindet eine Fähre die Ortsteile Voer und Mellerup. Dort befindet sich auch das Fjordzentrum Djursland. Eine weitere Fährverbindung besteht im Mündungsgebiet von Udbyhøj Süd nach Udbyhøj Strand.

## Freizeit und Tourismus
Der Randers Fjord ist für Einheimische wie für Touristen aufgrund seiner Länge und der Fischbestände ein beliebtes Anglergebiet. Angelplätze sind der Hafen von Randers, Dronningborg Bredning, Støvring Dæmningen, Uggelhuse, der Grund Fjord, Mellerup, Kanalinsel, Skalmstrup Vig, Stenrevet, Udbyhøj und die Sanddünen Sælhundepollerne im Mündungsgebiet in das Kattegat.
In Abstimmung mit den Zielen des Naturentwicklungsparks wird ein Sanfter Tourismus angestrebt. Es bestehen die Möglichkeiten des Campings, des Fahrrad-Campings, der Anlegemöglichkeit für Boote sowie die für Dänemark übliche Aufenthaltsmöglichkeit in meist privat vermieteten Ferienhäusern.
In der Nähe der Förde befindet sich ein Golfclub.

## Fotos

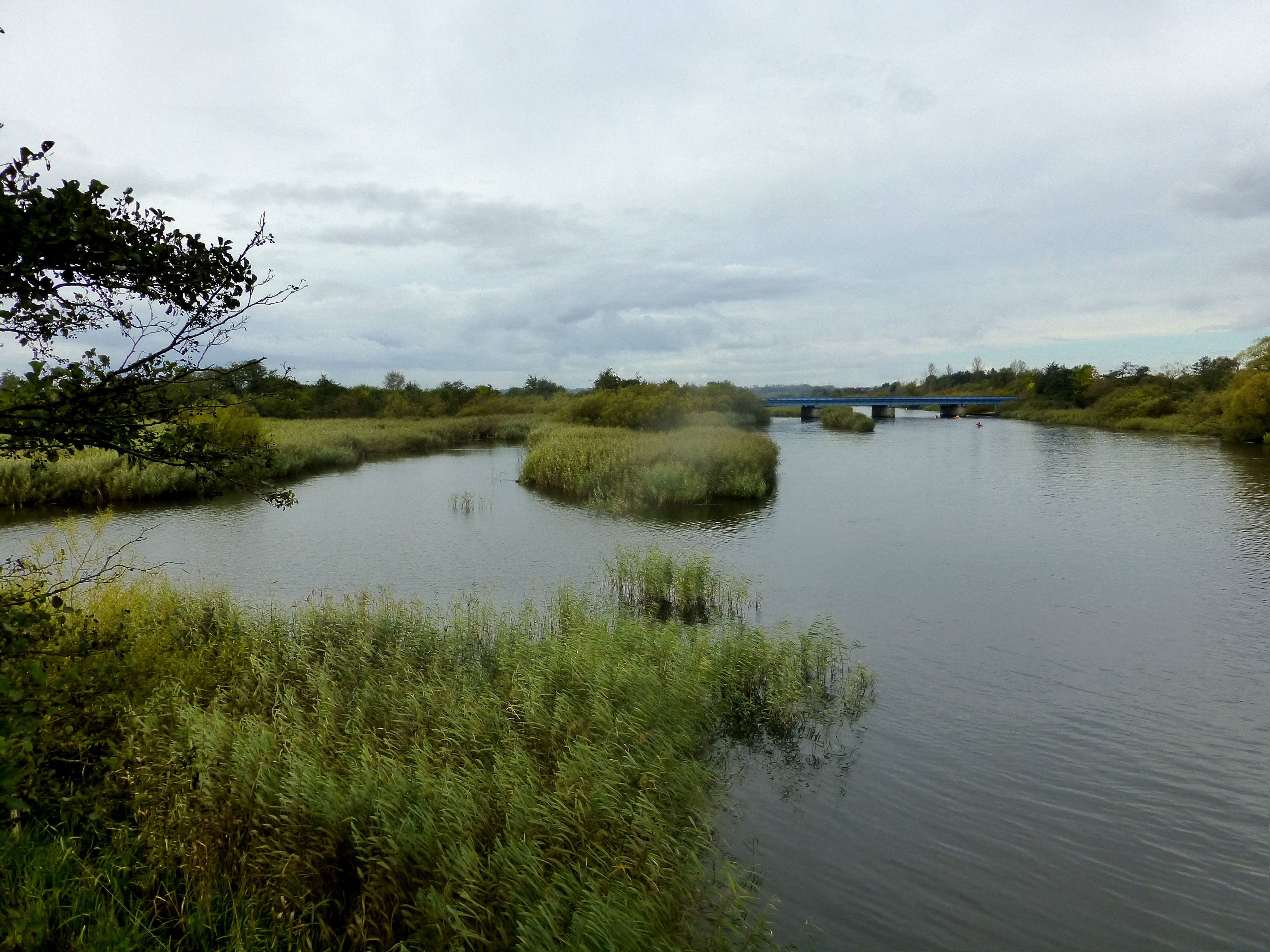
Gudenå bei Randers
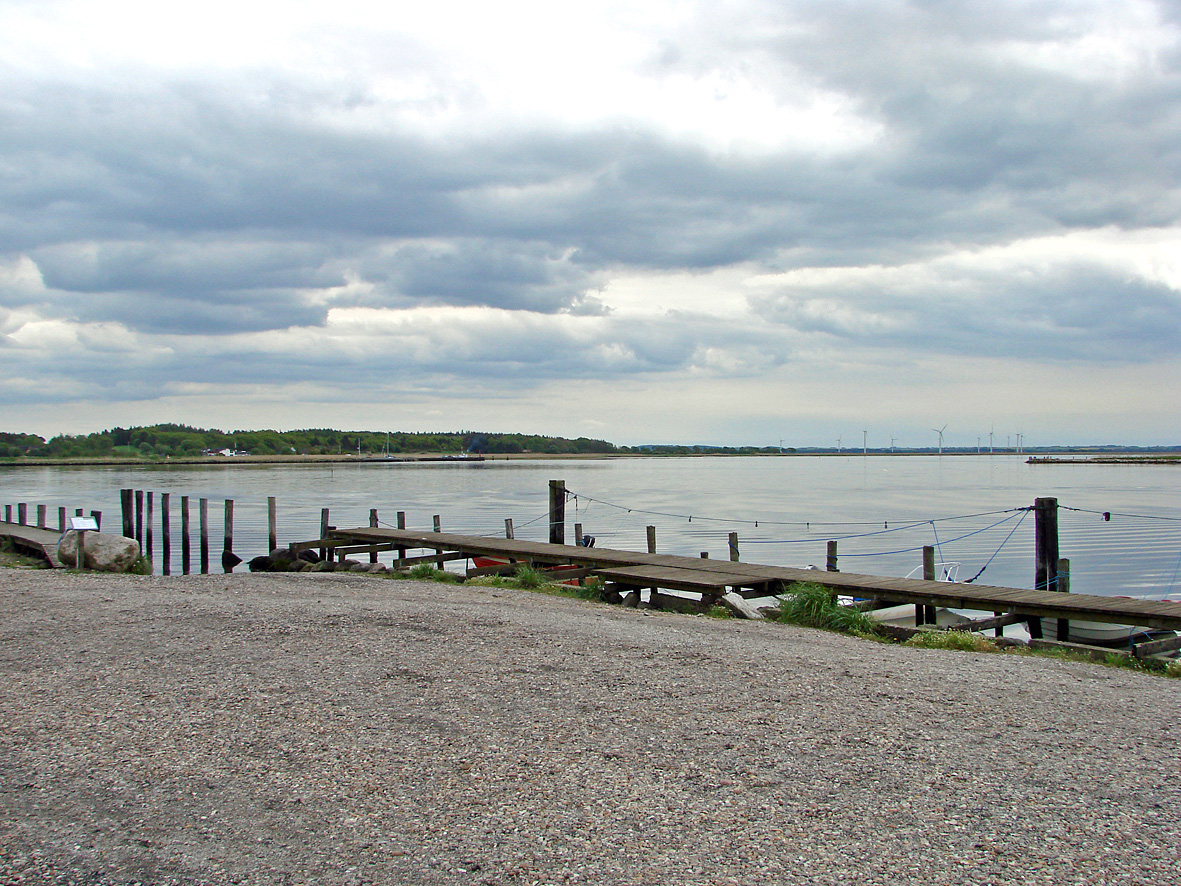
Bootsanlegestelle
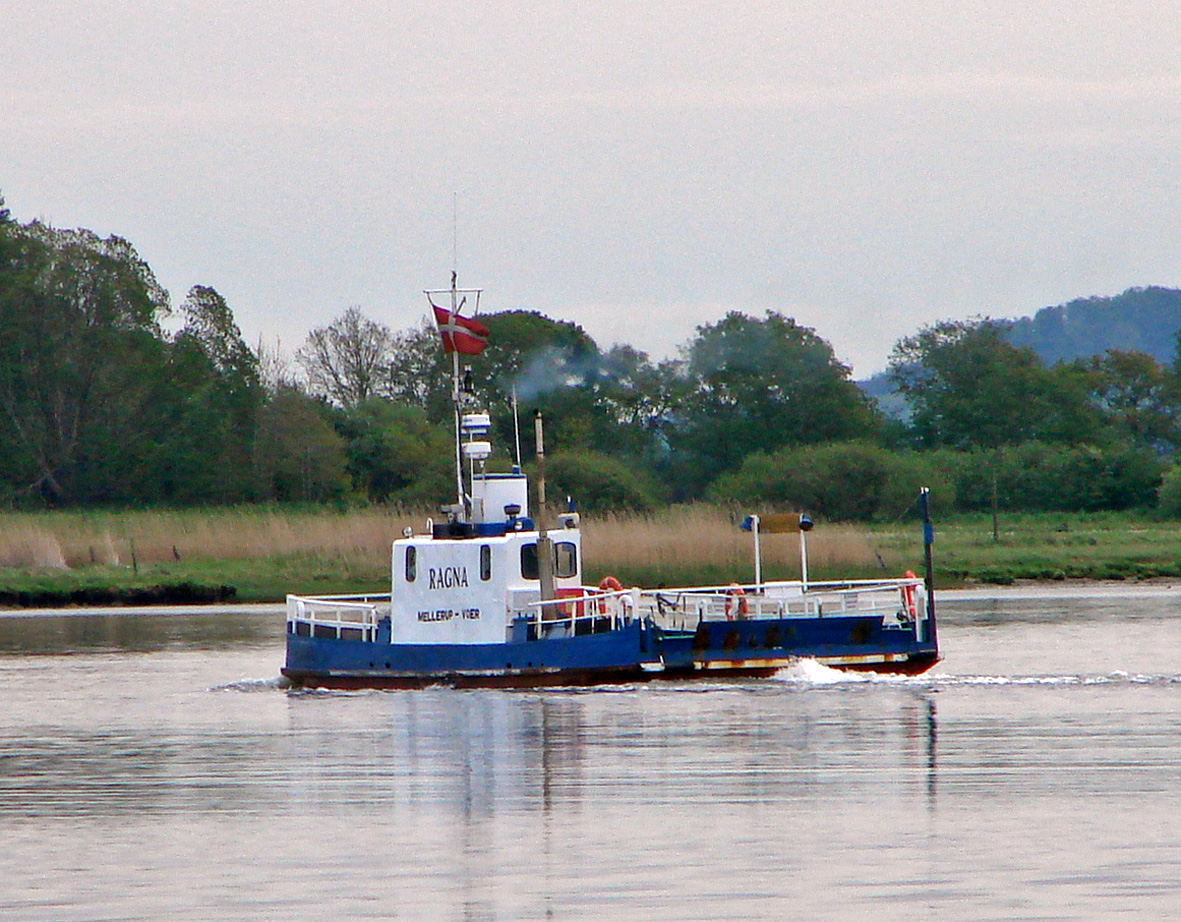
Fähre Mellerup-Voer
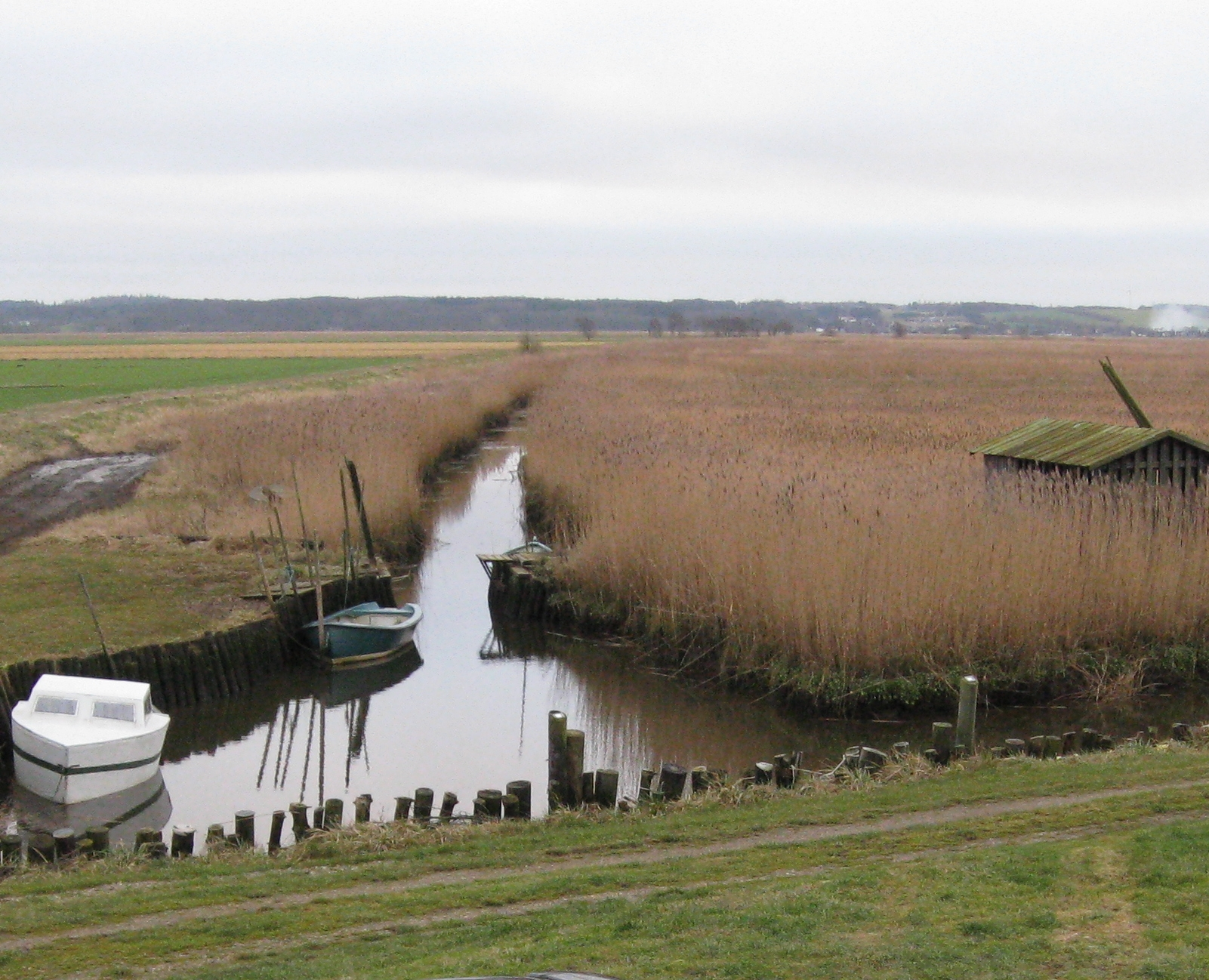
Schilfgürtel bei Voer
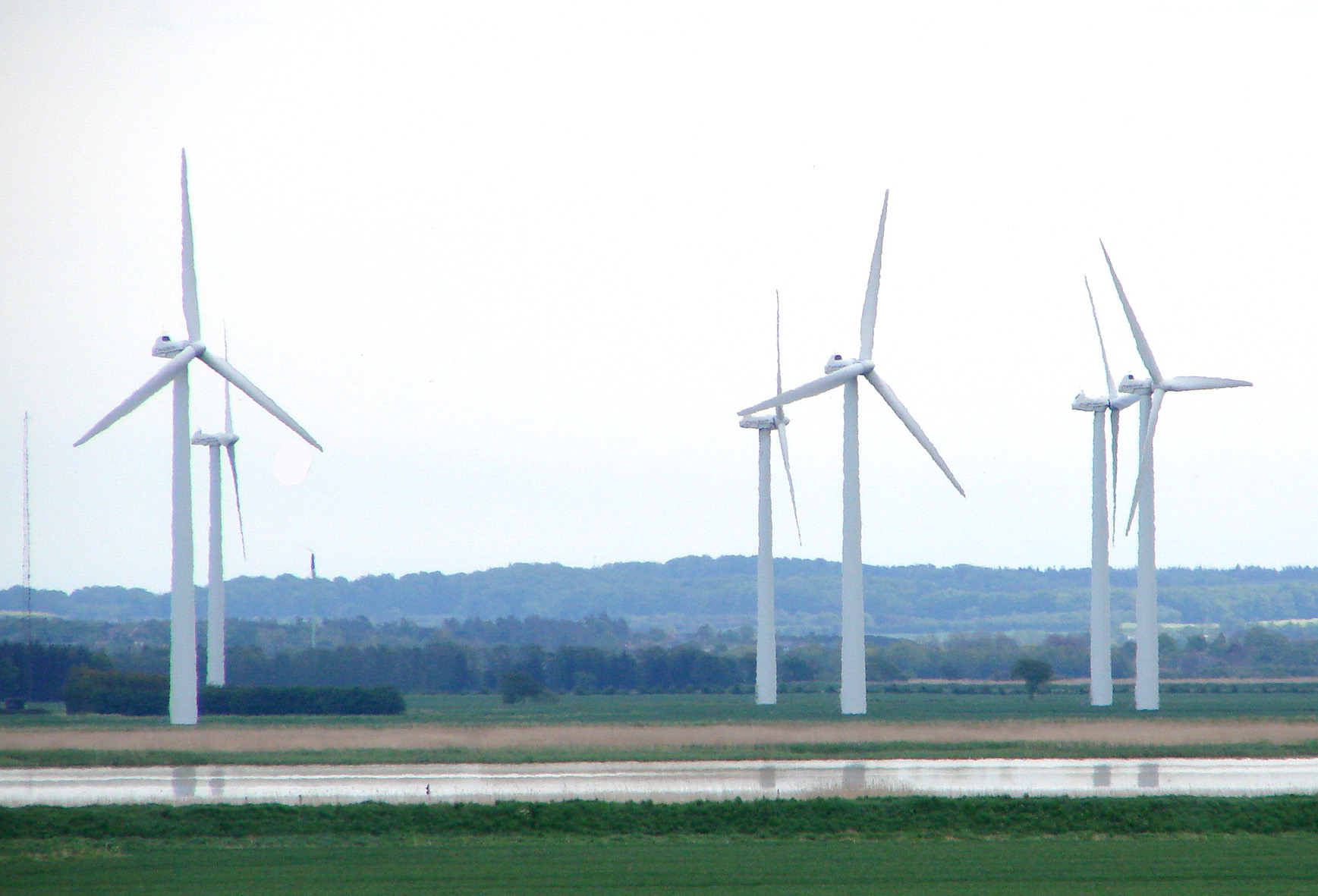
Windmühlen am Randers Fjord